# Селенид вольфрама(IV)
Селенид вольфрама(IV) — неорганическое соединение, соль металла вольфрама и селеноводородной кислоты с формулой WSe2,
серые кристаллы,
не растворимые в воде.

## Получение
- Реакцией чистых веществ в инертной атмосфере:

{\displaystyle {\mathsf {W+Se\ {\xrightarrow {600-800^{o}C}}\ WSe_{2}}}}
- Разложение триселенида вольфрама в инертной атмосфере:

{\displaystyle {\mathsf {WSe_{3}\ {\xrightarrow {T}}\ WSe_{2}+Se}}}

## Физические свойства
Селенид вольфрама(IV) образует серые кристаллы
гексагональной сингонии,
пространственная группа P 63/mmc,
параметры ячейки a = 0,3280  нм, c = 1,2950 нм, Z = 2.
Полупроводник p-типа.
Не растворяется в воде.

## Химические свойства
- Окисляется при нагревании на воздухе:

{\displaystyle {\mathsf {2WSe_{2}+7O_{2}\ {\xrightarrow {550^{o}C}}\ 2WO_{3}+4SeO_{2}}}}
- Разлагается при нагревании в вакууме:

{\displaystyle {\mathsf {WSe_{2}\ {\xrightarrow {900^{o}C}}\ W+2Se}}}

## Применение
- Твёрдая смазка.